# Андрія Анкович
Андрія Анкович (хорв. Andrija Anković, серб. Андрија Анковић; 16 липня 1937, Габела — 28 квітня 1980, Спліт) — югославський футболіст, що грав на позиції півзахисника, зокрема, за клуби «Хайдук» (Спліт) та «Кайзерслаутерн», а також національну збірну Югославії. Олімпійський чемпіон.

## Клубна кар'єра
У футболі дебютував 1957 року виступами за команду «Неретва» (Меткович), в якій провів один сезон.
Своєю грою за цю команду привернув увагу представників тренерського штабу клубу «Хайдук» (Спліт), до складу якого приєднався 1958 року. Відіграв за сплітської команди наступні вісім сезонів своєї ігрової кар'єри. У складі «Хайдука» був одним з головних бомбардирів команди, маючи середню результативність на рівні 0,44 голу за гру першості.
1966 року перейшов до клубу «Кайзерслаутерн», за який відіграв 2 сезони.
Завершив професійну кар'єру футболіста виступами за команду «Брегенц» у 1969 році.

## Виступи за збірну
1960 року дебютував в офіційних матчах у складі національної збірної Югославії. Протягом кар'єри у національній команді провів у її формі 8 матчів, забивши 1 гол.
У складі збірної був учасником літніх Олімпійських ігор 1960 року, де став олімпійським чемпіоном, а також чемпіонату світу 1962 року в Чилі, де зіграв з Колумбією (5-0).
Помер 28 квітня 1980 року на 43-му році життя у місті Спліт від серцевого нападу.

## Титули і досягнення
- Олімпійський чемпіон: 1960